# Samuela
Samuela é um género botânico pertencente à família agavaceae.

## Espécies
- Samuela carnerosana
- Samuela faxoniana